# تاتیانا کورشونوا
تاتیانا کورشونوا (انگلیسی: Tatiana Korshunova؛ زادهٔ ۶ مارس ۱۹۵۶) قایقران کانو اهل اتحاد جماهیر شوروی سوسیالیستی است.